# Доњи Драпнићи
Доњи Драпнићи су насељено мјесто у општини Соколац, Република Српска, БиХ. Према попису становништва из 1991. у насељу је живјело 130 становника.

## Становништво
| Демографија | Демографија | Демографија |
| Година      | Становника  | Становника  |
| ----------- | ----------- | ----------- |
| 1971.       | 213         |             |
| 1981.       | 131         |             |
| 1991.       | 130         |             |
| 2013.       | 48          |             |